# Lý Thường Kiệt (phường)
Lý Thường Kiệt là một phường thuộc thành phố Quy Nhơn, tỉnh Bình Định, Việt Nam.
Phường Lý Thường Kiệt có diện tích 0,64 km², dân số năm 1999 là 8.398 người, mật độ dân số đạt 13.122 người/km².

## Hành chính
Phường Lý Thường Kiệt được chia thành 4 khu vực: 2, 3, 4, 5.